# Il était une fois (film, 1941)
Pour les articles homonymes, voir Il était une fois.
Pour plus de détails, voir Fiche technique et Distribution.

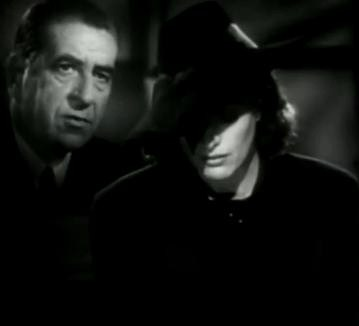
Robert Warwick et Joan Crawford

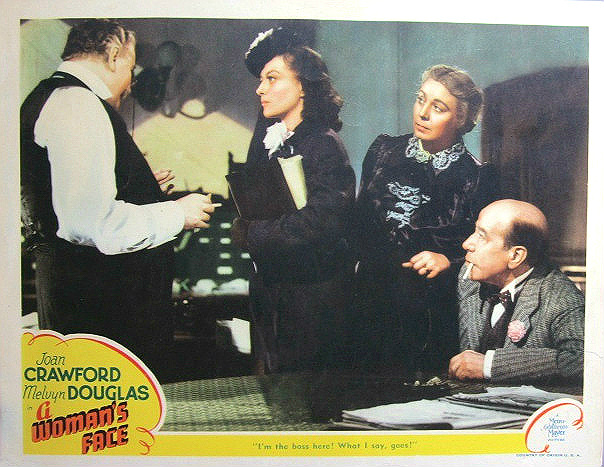
Joan Crawford au centre

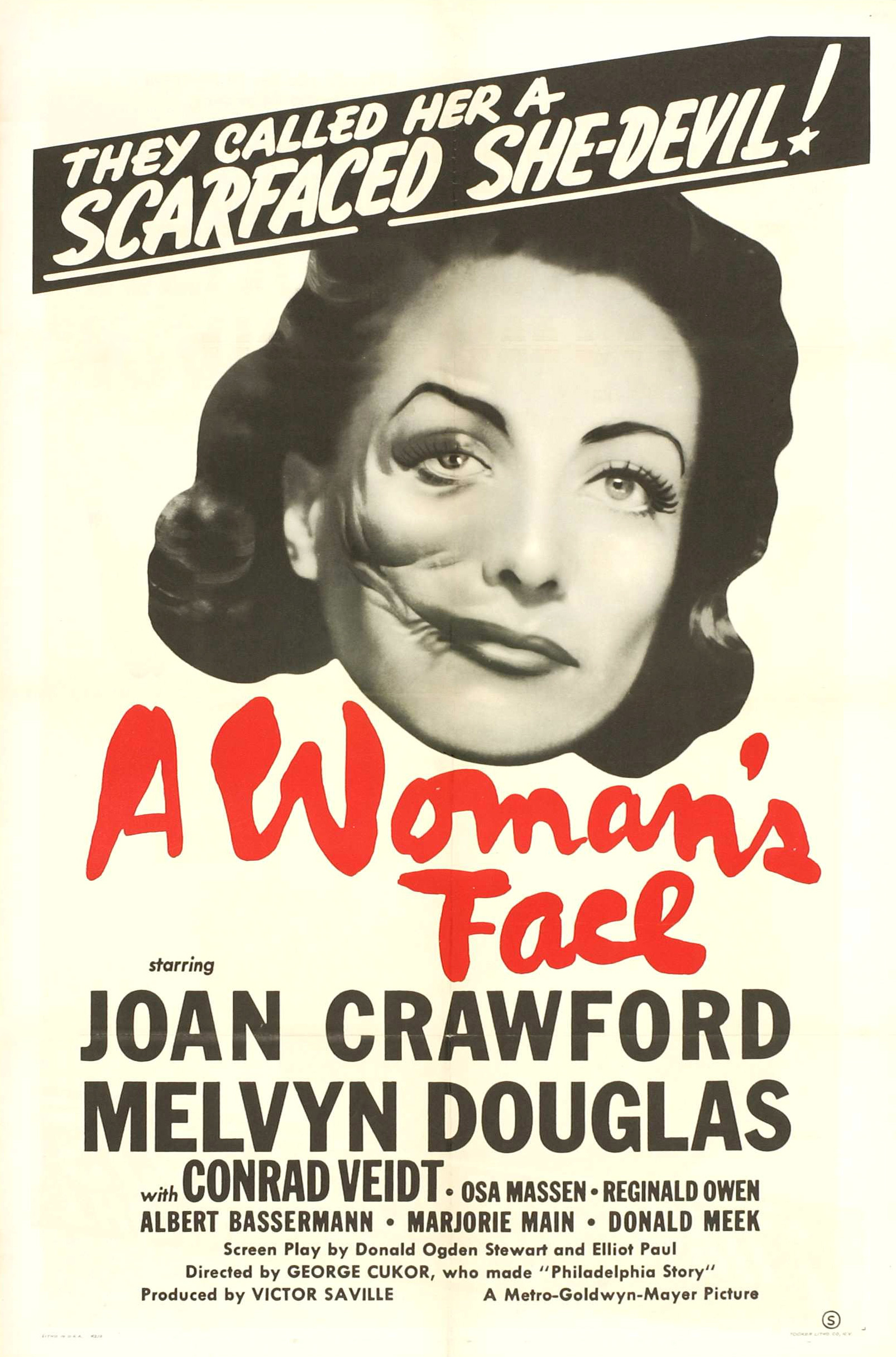
Affiche pour la nouvelle sortie du film en 1954.

Il était une fois (A Woman's Face) est un film américain réalisé par George Cukor, sorti en 1941.

## Synopsis
Anna Holm, une femme qui avait été défigurée dans sa jeunesse par un père alcoolique, dirige une bande de maîtres chanteurs opérant sous le couvert d'aubergistes. Alors qu'elle est venue extorquer une grosse somme à Vera Segert, elle se trouve face à son mari, le Dr Gustaf Segert, un chirurgien esthétique.
En l'opérant, celui-ci va lui restituer sa beauté, ce qui va transformer sa vie. Un homme sans scrupule, Torsten Barring, qui convoite l'héritage de son oncle, la convainc d'être sa complice pour éliminer son jeune petit neveu. Il la fait engager sous un faux nom, comme gouvernante de l'enfant, mais elle tombe immédiatement sous son charme. Torsten Barring, arrivé à la maison de son oncle, fait pression sur elle. L'arrivée du Dr Gustaf Segert conforte Anna dans sa volonté de sauver l'enfant.

## Fiche technique
- Titre : Il était une fois
- Titre original : A Woman's Face
- Réalisation : George Cukor, assisté de John Waters (non crédité)
- Scénario : Donald Ogden Stewart et Elliot Paul d'après la pièce de Francis de Croisset
- Production : Victor Saville
- Société de production : MGM et Loew's
- Musique : Bronislau Kaper
- Photographie : Robert Planck
- Montage : Frank Sullivan
- Direction artistique : Cedric Gibbons
- Décorateur de plateau : Edwin B. Willis
- Costumes : Adrian et Gile Steele (hommes)
- Format : Noir et blanc - Son : Mono (Western Electric Sound System)
- Pays d'origine : États-Unis
- Genre : Drame
- Durée : 106 minutes
- Dates de sortie :
  - États-Unis : 15 mai 1941 New York
  - États-Unis : 23 mai 1941
  - France : 31 mars 1948

## Distribution
- Joan Crawford : Anna Holm
- Melvyn Douglas : Dr Gustaf Segert
- Conrad Veidt : Torsten Barring
- Osa Massen : Vera Segert
- Reginald Owen : Bernard Dalvik
- Albert Bassermann : Consul Barring
- Marjorie Main : Emma
- Donald Meek : Herman
- Connie Gilchrist : Christina Dalvik
- Richard Nichols : Lars Erik
- Charles Quigley : Eric
- Henry Daniell : Le procureur
- George Zucco : L'avocat
- Henry Kolker : Le juge
- Gilbert Emery, Robert Warwick : Les juges-adjoints
- Sarah Padden : La surveillante de police
- William Farnum : Employé du tribunal

Acteurs non crédités :
- Lillian Kemble-Cooper : Une infirmière
- Lionel Pape : Einer
- Gwili Andre : Gusta

## Galerie

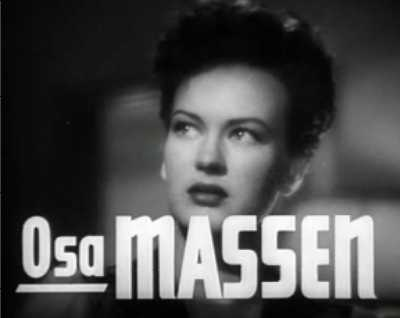
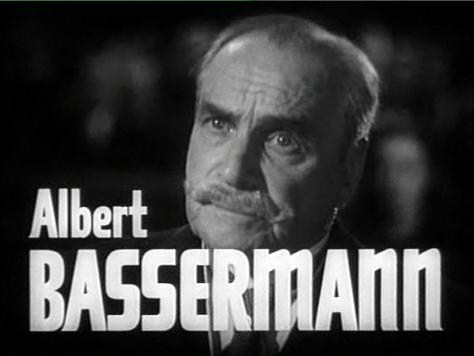
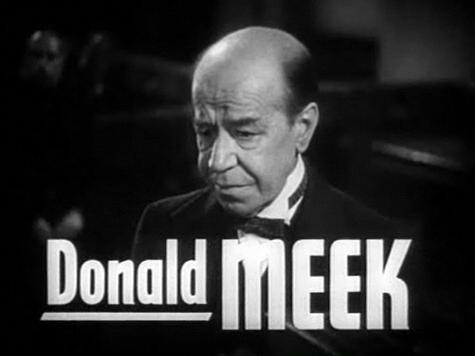

## Autour du film
- Il était une fois est un remake d'un film suédois Visage de femme de Gustaf Molander avec Ingrid Bergman dans le rôle principal.